# فایر اواس
فایر اواس یک سیستم‌عامل موبایل مبتنی بر پروژه متن‌باز اندروید است که توسط شرکت آمازون برای آمازون فایر، آمازون‌اکو و دستگاه‌های Fire TV ایجاد شده‌است که شامل نرم‌افزار انحصاری و یک رابط کاربری سفارشی‌شده‌است. برنامه‌های فایر اواس از طریق فروشگاه اپ استور آمازون ارائه می‌شوند.